# Армстронг Витворт AW.14
Армстронг Витворт AW.14 (енгл. Armstrong Whitworth A.W.14 Starling) је ловачки авион направљен у Уједињеном Краљевству. Авион је први пут полетео 1927. године. 

Највећа брзина у хоризонталном лету је износила 278 km/h. Размах крила је био 9,55 метара а дужина 7,67 метара. Маса празног авиона је износила 934 килограма а нормална полетна маса 1404 килограма.

## Наоружање
| Наоружање авиона: Армстронг Витворт |          |
| Ватрено (стрељачко) наоружање       |          |
| Топ                                 |          |
| Митраљез                            |          |
| Број и ознака митраљеза             | 2 Викерс |
| Калибар                             | 7,7      |
| Бомбардерско наоружање (бомбе)      |          |
| Ракетно наоружање (ракете)          |          |